# Arne Schedin
Arne Nils Gustaf Schedin, född den 10 juli 1899 i Stockholm, död den 14 april 1979 i Kristianstad, var en svensk jurist.
Schedin avlade studentexamen 1917, filosofie kandidatexamen 1919 och juris kandidatexamen 1921. Efter tingstjänstgöring 1922–1925 blev han fiskal i Göta hovrätt 1927, adjungerad ledamot där 1929, assessor 1933, hovrättsråd 1936 och revisionssekreterare 1939 (tillförordnad 1936). Schedin hade utredningsuppdrag inom justitiedepartementet 1936–1938. Han var häradshövding i Gärds och Albo domsaga 1944–1966. Schedin publicerade artiklar i Svensk juristtidning. Han blev riddare av Nordstjärneorden 1939 och kommendör av samma orden 1954. Schedin vilar på Östra begravningsplatsen i Kristianstad.